# Grayslake, Illinois
Grayslake är en ort (village) i Lake County, i delstaten Illinois, USA. Enligt United States Census Bureau har orten en folkmängd på 21 042 invånare (2011) och en landarea på 25,6 km².